# Reima Salonen
Reima Salonen (Reima Untamo Salonen; * 19. November 1955 in Taivassalo) ist ein ehemaliger finnischer Geher.

## Sportliche Karriere
Bei den Olympischen Spielen 1976 in Montreal wurde das 50-km-Gehen einmalig aus dem Programm gestrichen. Stattdessen fand eine Weltmeisterschaft in Malmö nur für die Langstreckengeher statt. Es gewann der Russe Weniamin Soldatenko vor dem Mexikaner Enrique Vera. Dritter wurde der erst 20-jährige Reima Salonen in 3:58,53 h.
Vier Jahre später bei den Olympischen Spielen 1980 in Moskau wurde Salonen im 20-km-Gehen Neunter in 1:31:32 h. Über 50 km gab er auf. Bei den Europameisterschaften 1982 in Athen wurde Salonen über 20 km Achter mit in 1:28:04 h, während der Spanier José Marín gewann. Über 50 km, drei Tage später, wurde Marín Zweiter hinter Reima Salonen, der in 3:55:29 h Europameister wurde.
Bei den Weltmeisterschaften 1983 in Helsinki gehörte Salonen zu den wenigen einheimischen Medaillenanwärtern. Über 20 km belegte er in 1:22:51 h aber nur den zwölften Platz. Fünf Tage später fand in strömendem Regen der Wettbewerb über 50 km statt, es gewann Ronald Weigel aus der DDR vor José Marín. Mit fast sechs Minuten Rückstand kam für die Sowjetunion Sergei Jung als Dritter ins Ziel. Fast vier weitere Minuten vergingen, bis Reima Salonen als Vierter nach 3:52:53 h die Ziellinie überschritt, knapp vor dem Mexikaner Raúl González.
Auch bei seinen zweiten Olympischen Spielen 1984 in Los Angeles gelang es Salonen nicht, eine Medaille zu gewinnen. Nach 3:58:30 h wurde er erneut Vierter mit über zehn Minuten Rückstand auf den Olympiasieger González. Auch bei den Europameisterschaften 1986 in Stuttgart verpasste er eine Medaille, als er nach 3:46:14 h Platz 5 belegte. Über 20 km wurde er disqualifiziert; es war erst die zweite Disqualifikation in seiner langen Karriere.
Bei den Weltmeisterschaften 1987 in Rom wurde er über 20 km nach 1:24:14 h Zehnter und gab über 50 km auf. Bei den Olympischen Spielen 1988 in Seoul belegte er Platz 42 über 20 km (1:28:25 h) und Platz 18 über 50 km (3:51:36 h).
Salonen war Finnischer Meister über 20 km von 1973 bis 1983 und von 1985 bis 1987. Über 50 km gewann er in den Jahren 1974, 1975, 1977–1979, 1981, 1982 und 1984–1987 den Titel.
Nach über 15 Jahren, in denen Salonen der beste finnische Geher war, beendete er seine Laufbahn. Sein Nachfolger wurde Valentin Kononen.
Reima Salonen ist 1,77 m groß und wog in seiner aktiven Zeit 70 kg.

## Bestzeiten
- 20 km Gehen: 1:19:35 h, 21. Juni 1983, Pihtipudas
- 50 km Gehen: 3:42:36 h, 24. Mai 1986, Vantaa